# Asai Ryōi

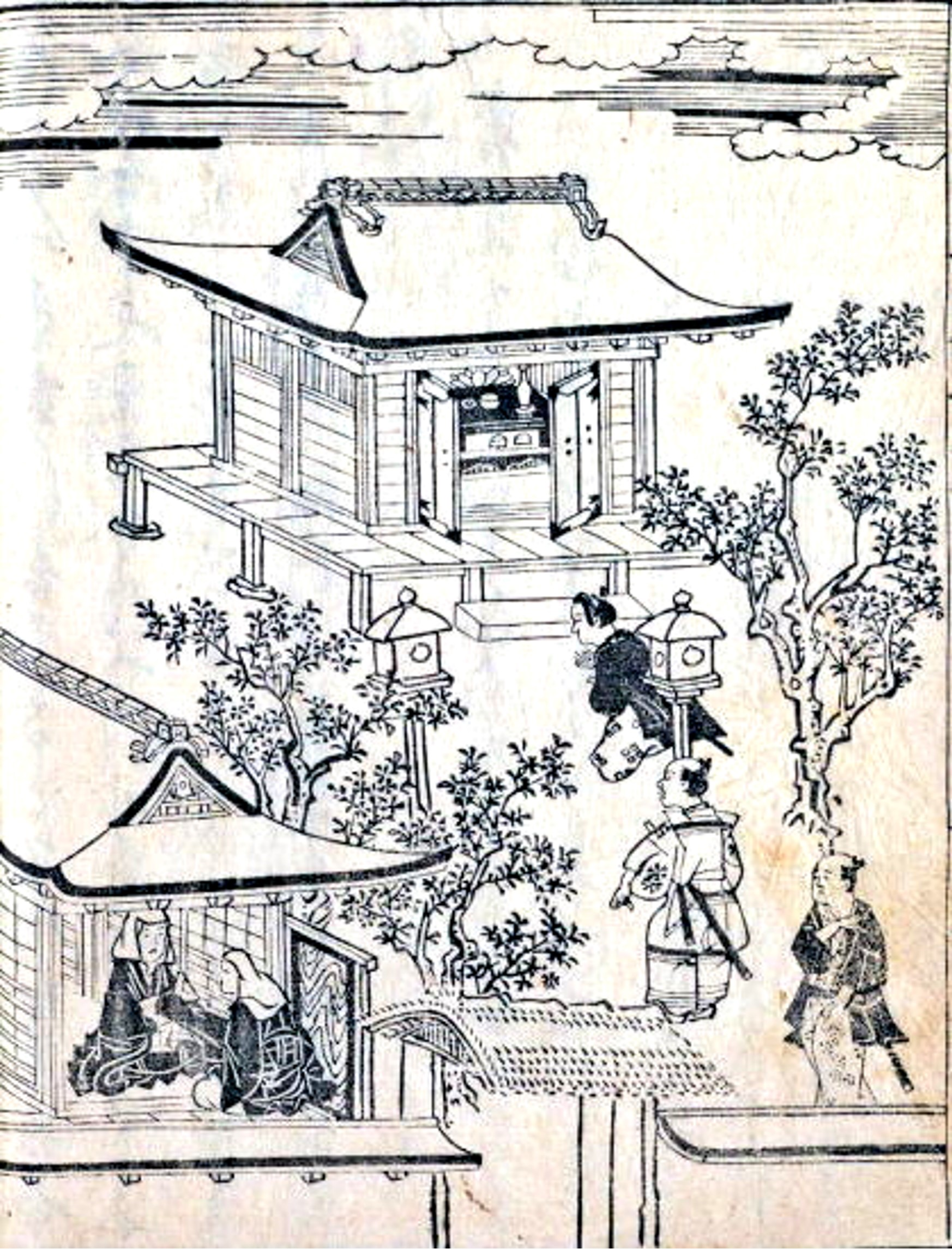
Ukiyo-e (浮世絵?)

Asai Ryōi (浅井了意 asai ryōi –?,  1691) fue un escritor japonés de principios de la era Edo. Era monje budista en un templo de Kioto y está considerado uno de los mejores autores de Kana-zōshi. Kana-zōshi era un tipo de literatura popular escrita con pocos o ningún kanji, por lo que resultaba accesible para muchos. Aunque comprendía muchos géneros, un tema común era la celebración de la vida urbana contemporánea. La obra de Asai Ryoi combinaba las enseñanzas budistas con la expresión de los ideales urbanos.

## Ukiyo Monogatari
Historia del mundo flotante (浮世物語 Ukiyo Monogatari?,  1661) está considerada la primera obra que redunda en la diferencia entre el ukiyo budista y el ukiyo de la Era Edo. Ukiyo representa la idea de que la vida es transitoria y nada permanece para siempre. Aunque las antiguas enseñanzas budistas concluían que uno debe depositar su energía en las materias espirituales que le beneficiarán a uno en la vida posterior, los ideales del periodo urbano de Edo llegan a la conclusión de que uno debe de disfrutar los placeres de esta vida como si cada día fuera el último.
El héroe de la obra, Ukiyobō, es un monje budista que aprende lo suficiente de la vida libertina, el juego y la búsqueda del placer para conseguir la iluminación mediante la guía de sus mayores. La seriedad de los samuráis es objeto de sátira y la diversión de los chōnin (habitantes de las ciudades) de celebración.

## Otogi Bōko
Otogi Bōko (1666) es una adaptación de los relatos más espectaculares de un libro chino de relatos cortos moralizantes (Jiandeng Xinhua). Las historias están modificadas para reflejar el estilo de vida urbano. Por ejemplo, en Botan Doro, el protagonista del relato original muere al entregarse al placer sexual con el espíritu de una chica muerta—la moraleja es la aceptación de la falta de permanencia y el no consumirse por los deseos mundanos. En la versión de Ryoi, el protagonista casi se salva de este destino, pero al final elige morir en los brazos de su amada fantasmal en lugar de morir languideciendo por ella—una celebración de las emociones humanas. Los relatos del Otogi Boko sacian la sed de relatos sobrenaturales y expresan la dicotomía entre las obligaciones sociales, o giri, y la realidad de la experiencia humana.